# Championnat du monde de badminton par équipes mixtes 2003
Navigation
Séville 2001 Pékin 2005
La Sudirman Cup 2003 est la 8e édition de cette compétition, appelée également Championnat du monde de badminton par équipes mixtes. La compétition s'est déroulée du 18 au 23 mars 2003 à Eindhoven aux Pays-Bas.
La Corée du Sud remporte l'épreuve pour la 3e fois, en battant la Chine en finale sur le score de 3 à 1.

## Résultats

### Groupe A
| Équipe 1     | Équipe 2     | Score |
| ------------ | ------------ | ----- |
| Corée du Sud | Suède        | 5-0   |
| Chine        | Suède        | 5-0   |
| Chine        | Corée du Sud | 3-2   |

### Groupe B
| Équipe 1  | Équipe 2   | Score |
| --------- | ---------- | ----- |
| Danemark  | Angleterre | 4-1   |
| Indonésie | Angleterre | 3-2   |
| Danemark  | Indonésie  | 4-1   |

### Demi-finales
| Équipe 1     | Équipe 2  | Score |
| ------------ | --------- | ----- |
| Chine        | Indonésie | 3-1   |
| Corée du Sud | Danemark  | 3-2   |

### Finale
| Équipe 1     | Équipe 2 | Score |
| ------------ | -------- | ----- |
| Corée du Sud | Chine    | 3-1   |

## Classement final
| Rang | Nation       |
| ---- | ------------ |
| 1    | Corée du Sud |
| 2    | Chine        |
| 3    | Indonésie    |
|      | Danemark     |
| 5    | Angleterre   |
| 6    | Suède        |

| Rang | Nation         |
| ---- | -------------- |
| 7    | Hong Kong      |
| 8    | Malaisie       |
| 9    | Japon          |
| 10   | Pays-Bas       |
| 11   | Taipei chinois |
| 12   | Allemagne      |
| 13   | Ukraine        |
| 14   | Écosse         |

| Rang | Nation         |
| ---- | -------------- |
| 15   | Russie         |
| 16   | Inde           |
| 17   | Finlande       |
| 18   | Bulgarie       |
| 19   | Pays de Galles |
| 20   | États-Unis     |
| 21   | Autriche       |
| 22   | Norvège        |

| Rang | Nation    |
| ---- | --------- |
| 23   | Pologne   |
| 24   | France    |
| 25   | Espagne   |
| 26   | Australie |
| 27   | Islande   |
| 28   | Suisse    |
| 29   | Belgique  |
| 30   | Tchéquie  |

| Rang | Nation         |
| ---- | -------------- |
| 31   | Portugal       |
| 32   | Slovénie       |
| 33   | Kazakhstan     |
| 34   | Afrique du Sud |
| 35   | Pérou          |
| 36   | Estonie        |
| 37   | Slovaquie      |
| 38   | Israël         |

| Rang | Nation     |
| ---- | ---------- |
| 39   | Hongrie    |
| 40   | Lituanie   |
| 41   | Chypre     |
| 42   | Luxembourg |
| 43   | Grèce      |
| 44   | Groenland  |
| 45   | Lettonie   |
| 46   | Gibraltar  |

| Rang | Nation     |
| ---- | ---------- |
| 47   | Jamaïque   |
| 48   | Turquie    |
| 49   | Suriname   |
| 50   | Îles Féroé |